# Kyllinga robinsoniana
Kyllinga robinsoniana är en halvgräsart som beskrevs av Mtot. Kyllinga robinsoniana ingår i släktet Kyllinga och familjen halvgräs. Inga underarter finns listade i Catalogue of Life.